# Attentat de l'hôtel Pearl Continental de Peshawar
Cette page se comprend mieux avec la lecture de Insurrection islamiste au Pakistan.
L’attentat du Pearl Continental de Peshawar a eu lieu le 9 juin 2009 à Peshawar, au Pakistan. Cet attentat-suicide a fait 17 morts (dont un Serbe travaillant pour l’agence des réfugiés de l'ONU et un Philippin travaillant pour l'UNICEF) et au moins 60 blessés. L’hôtel Pearl Continental est un établissement à cinq étoiles que le gouvernement des États-Unis avait prévu d’acheter pour en faire un consulat. L’explosion, causée par une bombe, a entraîné l’écroulement partiel de l’hôtel et un début d’incendie.
Revendiqué par les Fedayin de l'Islam, un groupe peu connu qui avait déjà revendiqué l'attentat de l'hôtel Marriott d'Islamabad perpétré le 20 septembre 2008, l'attentat a eu lieu alors que les opérations militaires contre les talibans se poursuivent.
Qari Mohammad Zafar, le commandant opérationnel des Fedayin de l'Islam, recherché depuis 2002 pour d'autres attentats, a été tué par une frappe d'un drone de combat américain le 18 février 2010.